# Inske Weiman
Christina Cornelia (Inske) Weiman (Echteld, 23 augustus 2006) is een Nederlands voetbalster die uitkomt voor PEC Zwolle in de Eredivisie.

## Carrièrestatistieken
Weiman speelde tot de zomer van 2021 bij haar jeugdclub SV TEC uit Tiel, waarna ze de overstap maakte naar het beloftenteam van PEC Zwolle. In de derde speelronde van het seizoen 2022/23 zat ze voor het eerst bij de hoofdmacht van de club. Een kleine anderhalve maand later mocht ze invallen in de wedstrijd tegen sc Heerenveen, ze loste Floor Heijne af in de 64e minuut. Weiman tekende op 10 mei 2024 een nieuwe verbintenis die haar tot 30 juni 2026 verbonden houdt aan PEC Zwolle.

### Carrièrestatistieken
| Seizoen                         | Club            | Land            | Competitie         | Competitie | Competitie | Beker | Beker | Internationaal | Internationaal | Overig | Overig | Totaal | Totaal |
| Seizoen                         | Club            | Land            | Competitie         | Wed.       | Dlp.       | Wed.  | Dlp.  | Wed.           | Dlp.           | Wed.   | Dlp.   | Wed.   | Dlp.   |
| ------------------------------- | --------------- | --------------- | ------------------ | ---------- | ---------- | ----- | ----- | -------------- | -------------- | ------ | ------ | ------ | ------ |
| 2022/23                         | PEC Zwolle      | Nederland       | Vrouwen Eredivisie | 15         | 3          | 0     | 0     | –              | –              | –      | –      | 15     | 3      |
| 2023/24                         | PEC Zwolle      | Nederland       | Vrouwen Eredivisie | 21         | 1          | 1     | 0     | –              | –              | 0      | 0      | 22     | 1      |
| 2024/25                         | PEC Zwolle      | Nederland       | Vrouwen Eredivisie | 10         | 0          | 0     | 0     | –              | –              | 0      | 0      | 10     | 0      |
| Carrière totaal                 | Carrière totaal | Carrière totaal | Carrière totaal    | 46         | 4          | 1     | 0     | 0              | 0              | 0      | 0      | 47     | 4      |
| Bijgewerkt tot 22 december 2024 |                 |                 |                    |            |            |       |       |                |                |        |        |        |        |

## Interlandcarrière

### Nederland onder 19
Op 20 september 2023 debuteerde Weiman bij het Nederland –19 in een vriendschappelijke wedstrijd tegen Frankrijk –19 (5-2).
| Interlands van Inske Weiman  | Interlands van Inske Weiman  | Interlands van Inske Weiman  | Interlands van Inske Weiman  | Interlands van Inske Weiman  | Interlands van Inske Weiman  |
| №                            | Datum                        | Wedstrijd                    | Uitslag                      | Soort wedstrijd              | Doelpunten                   |
| Als speelster bij PEC Zwolle | Als speelster bij PEC Zwolle | Als speelster bij PEC Zwolle | Als speelster bij PEC Zwolle | Als speelster bij PEC Zwolle | Als speelster bij PEC Zwolle |
| ---------------------------- | ---------------------------- | ---------------------------- | ---------------------------- | ---------------------------- | ---------------------------- |
| 1.                           | 20 september 2023            | Nederland – Frankrijk        | 5 – 2                        | Vriendschappelijk            | 0                            |
| 2.                           | 25 september 2023            | Nederland – Oostenrijk       | 7 – 2                        | Vriendschappelijk            | 0                            |

### Nederland onder 17
Op 19 oktober 2022 debuteerde Weiman bij het Nederland –17 in een kwalificatiewedstrijd tegen Schotland –17 (4–1).
| Interlands van Inske Weiman  | Interlands van Inske Weiman  | Interlands van Inske Weiman  | Interlands van Inske Weiman  | Interlands van Inske Weiman  | Interlands van Inske Weiman  |
| №                            | Datum                        | Wedstrijd                    | Uitslag                      | Soort wedstrijd              | Doelpunten                   |
| Als speelster bij PEC Zwolle | Als speelster bij PEC Zwolle | Als speelster bij PEC Zwolle | Als speelster bij PEC Zwolle | Als speelster bij PEC Zwolle | Als speelster bij PEC Zwolle |
| ---------------------------- | ---------------------------- | ---------------------------- | ---------------------------- | ---------------------------- | ---------------------------- |
| 1.                           | 19 oktober 2022              | Nederland – Schotland        | 4 – 1                        | Kwalificatie EK 2023         | 1                            |
| 2.                           | 22 oktober 2022              | Nederland – Zweden           | 5 – 1                        | Kwalificatie EK 2023         | 0                            |
| ’’’3.’’’                     | 25 februari 2023             | Nederland - Denemarken       | ‘’’1-1’’’                    | Vriendschappelijk            | 0                            |
| ’’’4.’’’                     | 28 februari 2023             | Nederland - Denemarken       | ‘’’2-0’’’                    | Vriendschappelijk            | 0                            |
| 5.                           | 8 maart 2023                 | Nederland – Wales            | 4 – 0                        | Kwalificatie EK 2023         | 1                            |
| 6.                           | 11 maart 2023                | Nederland – Zweden           | 0 – 1                        | Kwalificatie EK 2023         | 0                            |
| 7.                           | 14 maart 2023                | Finland – Nederland          | 2 – 3                        | Kwalificatie EK 2023         | 0                            |

### Nederland onder 16
Op 17 november 2021 debuteerde Weiman bij het Nederland –16 in een vriendschappelijke wedstrijd tegen België –16 (7–0).
| Interlands van Inske Weiman  | Interlands van Inske Weiman  | Interlands van Inske Weiman  | Interlands van Inske Weiman  | Interlands van Inske Weiman  | Interlands van Inske Weiman  |
| №                            | Datum                        | Wedstrijd                    | Uitslag                      | Soort wedstrijd              | Doelpunten                   |
| Als speelster bij PEC Zwolle | Als speelster bij PEC Zwolle | Als speelster bij PEC Zwolle | Als speelster bij PEC Zwolle | Als speelster bij PEC Zwolle | Als speelster bij PEC Zwolle |
| ---------------------------- | ---------------------------- | ---------------------------- | ---------------------------- | ---------------------------- | ---------------------------- |
| 1.                           | 17 november 2021             | België – Nederland           | 0 – 7                        | Vriendschappelijk            | 1                            |